# Merlin-díj
A Harry Potter című könyvsorozatban a Merlin-díjat azoknak a nagy varázslóknak és boszorkányoknak adják, akik a mágia, az irodalom és a tudományok terén sikereket értek el. A való életben a Nobel-díjnak felelhetne meg. Három fokozata van:
- Arany Merlin-díj
- Ezüst Merlin-díj
- Bronz Merlin-díj

## Ismert díjazottak
- Albus Dumbledore (arany)
- Cornelius Caramel (arany)
- Goethius Salmander (ezüst), 1979-ben kapta
- Gilderoy Lockhart (bronz)
- Mr. Ollivander (bronz)

## Előfordulása a cselekményben
Első említése a Bölcsek kövében, a Roxfort levélpapírján:

„ROXFORT Boszorkány- és Varázslóképző Szakiskola Igazgató: Albus Dumbledore (Merlin-díjas, Bűbáj-rend aranyfok., okl. főmágus, Legf. Befoly. Nagym., a Varázslók Nemzetk. Szöv. elnökh.)
Tisztelt Potter úr!
Örömmel értesítjük, hogy felvételt nyert a ROXFORT Boszorkány- és Varázslóképző Szakiskolába. Mellékelten megküldjük a szükséges tankönyvek és felszerelési tárgyak listáját.
A tanév szeptember 1-jén kezdődik. Legkésőbb július 31-éig küldjön baglyot nekünk.
Tisztelettel: Minerva McGalagony igazgatóhelyettes”

– Harry Potter felvételi értesítése